# SPOT (Satellitenkommunikation)

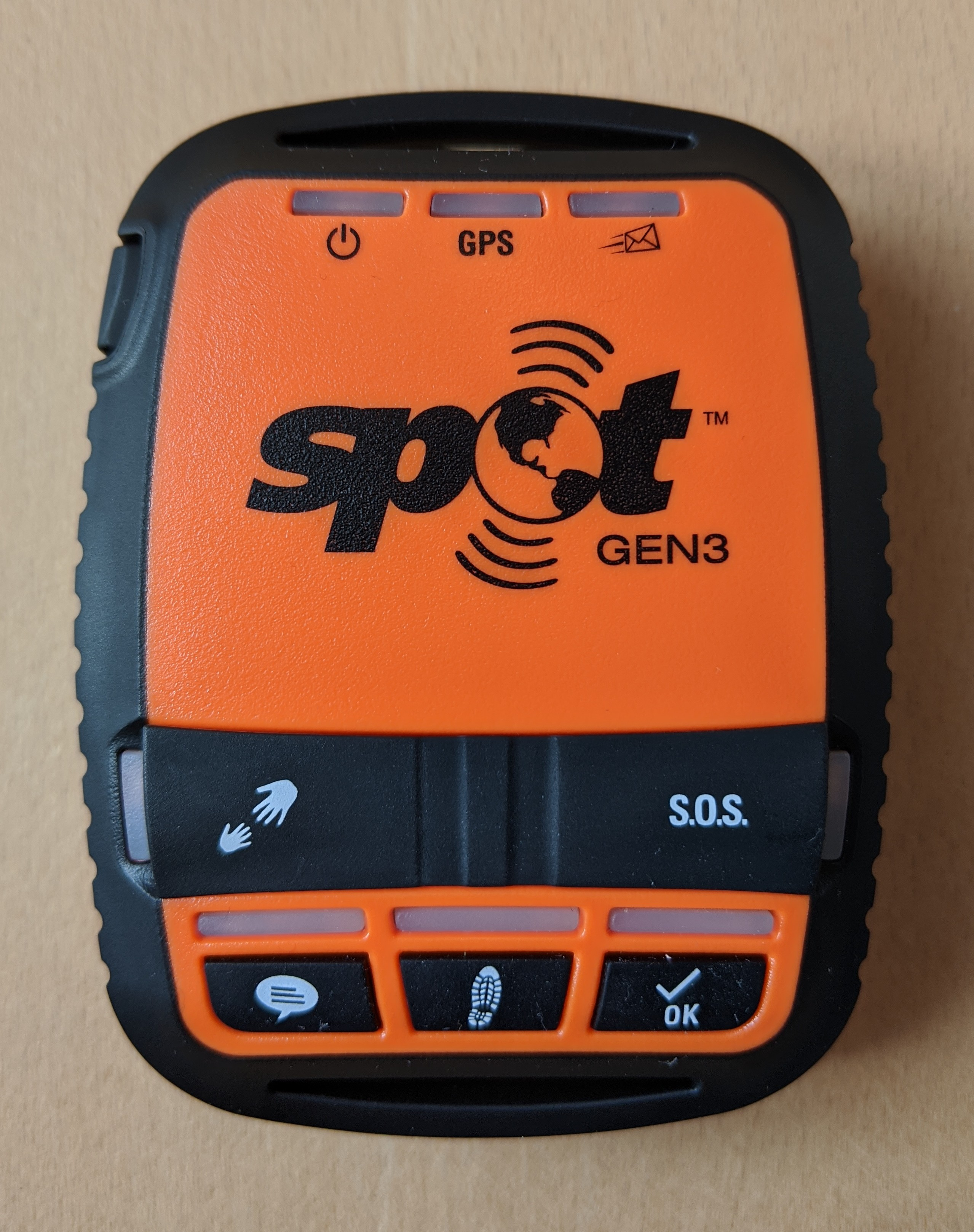
SPOT Gen3 Satelliten-Kommunikationsgerät

SPOT ist eine kommerzielle, satellitengestützte Notfunkbake, mit der einfache Datensätze und Positionsdaten über Kommunikationssatelliten übertragen werden. Das System wird von der US-amerikanischen Firma SPOT Cooperation aus Virginia angeboten. Sie ist ein Tochterunternehmen des Satellitenbetreibers Globalstar.

## Leistung
Der Satellitensendeempfänger SPOT Connect wird mittels Bluetooth mit einem Smartphone mit Android-Betriebssystem (Apps ab Android 2.0) verbunden. Das System überträgt dann via Satellit SMS, GPS-Koordinaten, Twitter- und Facebook-Daten, sowie E-Mails. Mittels einer Notfalltaste kann ein Notruf mit Positionsdaten abgesetzt werden: SPOT Connect sendet dann ein Notfallsignal mit den GPS-Koordinaten an das GEOS International Emergency Response Coordination Center (IERCC), das wiederum die zuständigen Rettungsdienste weltweit alarmiert.
Mit der Funktion „Check-In“ kann eine Nachricht mit den GPS-Koordinaten verschickt werden. Die Funktion „Tracking“ macht es Kontakten möglich, den Reiseverlauf des Nutzers auf Google Maps zu verfolgen.

## Gerätetypen
Mittlerweile sind drei verschiedene Generationen des Geräts erschienen, die alle noch im Handel erhältlich sind:
- SPOT Personal Tracker
- SPOT X Satellit GPS Messenger
- SPOT GEN3

## Technik und Abdeckungsgrad
Das Deckungsgebiet des Systems, das ein kommerzielles Satellitensystem (wie es auch zur Satellitentelefonie genutzt wird) verwendet, deckt mit Ausnahme nördlicher Teile Russlands und des südlichen Afrikas die gesamte Landfläche der Welt ab.
SPOT Connect nutzt das Satellitennetz von Globalstar.